# Лучший друг человека
«Лучший друг человека» (англ. Man's Best Friend) — американский триллер с элементами фильма ужасов 1993 года, режиссёра Джона Лафия.

## Сюжет
В результате стечения обстоятельств собака Макс — опытный объект из научно-исследовательской лаборатории — попадает к журналистке. Проблема в том, что генетически изменённый пёс убивает людей.

## В ролях
- Элли Шиди — Лори Таннер
- Лэнс Хенриксен — доктор Джаррет
- Роберт Костанцо
- Фредрик Лене — Перри
- Джон Кассини — детектив Бендетти
- Дж.Д. Дэниелс — Руди
- Уильям Сэндерсон — Рэй
- Брэдли Пирс — Чет

## Награды и номинации
Премия «Сатурн» (1994) :
- Лучший научно-фантастический фильм (Номинация)
- Лучшая актриса — Элли Шиди (Номинация)
- Лучший грим — Кевин Ягер и Митчелл Дж. Кафлин (Номинация)

Кинофестиваль в Жерармере (1994) :
- Специальный приз — Джон Лафия (Награда)